# Borgo Virgilio
Borgo Virgilio är en kommun i provinsen Mantua i regionen Lombardiet i Italien. Kommunen hade 14 831 invånare (2018).
Kommunen Borgo Virgilio bildades den 4 februari 2014 genom en sammanslagning av de tidigare kommunerna Borgoforte och Virgilio.